# Ercole Quadrelli
Ercole Quadrelli (Monte Cerignone, 4 marzo 1879 – Roma, 17 dicembre 1948) è stato uno scrittore, esoterista e traduttore italiano, discepolo del movimento di Kremmerz e membro del Gruppo di UR.

## L'attività
Professore di francese, oltre che esperto latinista e grecista, Ercole Quadrelli negli anni 20 entrò in contatto con gli ambienti dell'esoterismo vicini a Giuliano Kremmerz, col quale ebbe rapporti basati su un duraturo scambio di lettere.
Non sarebbe stato mai iniziato, tuttavia, alla Fratellanza Magica di Myriam da questi fondata.
Nel gennaio 1922 Quadrelli fu voluto da Mussolini a collaborare alla rivista Gerarchia, organo ufficiale del fascismo, sulla quale, tra i vari articoli, pubblicò un saggio sui Vizi d'origine e di sviluppo nella relatività d'Einstein.
Dal 1927 al 1929 fece parte del Gruppo di UR, il sodalizio esoterico capeggiato da Julius Evola, sulle cui riviste apparvero alcuni insegnamenti orali di Quadrelli in forma scritta, firmati con lo pseudonimo di Abraxa (come l'omonima divinità gnostica), e sue traduzioni di antichi testi firmate Tikaipos (dalle parole greche tì kài pòs, a significare l'interrogativo «cosa e come?»).

Negli articoli di Abraxa, utilizzando il linguaggio ermetico dell'alchimia, egli fa riferimento ad un centro di coscienza dal quale l'Io (solare) osservi con distacco imperturbabile le manifestazioni emotive del proprio corpo fluidico (lunare):
Come un'acqua chiara, non mossa, lascia trasparire le cose che sono nel fondo, così non più identificato con i sentimenti, accòglili ed osservali come faresti per cose del mondo esterno. "Come io non sono il cibo che gusto, del pari io non sono i sentimenti che lascio risuonare liberamente in me - essi non sono miei, essi non sono me".»
(Abraxa, da Il caduceo ermetico e lo specchio, articolo su UR, 1927 )
Altri articoli riguardano un metodo, indicato anche da Massimo Scaligero, di utilizzo del respiro per giungere allo Spirito, ma partendo in realtà da quest'ultimo in modo da percepire come sia l'aria a muovere i polmoni e non viceversa, separando così il «sottile dallo spesso».
Sulle riviste di UR espose anche tecniche kremmerziane di magia sessuale, pur con un approccio inedito, presentandola sia come operazione a «due Vasi» ma priva di amplesso fisico, sia come pratica di congiungimento solfo-mercuriale per trasmutare e invertire la potenza dell'orgasmo erotico.
Quadrelli scrisse inoltre una traduzione delle opere alchemiche Chymica Vannus (Chimico Crivello del 1666), e De Pharmaco Catholico (del 1665), pubblicate postume con lo pseudonimo di Abraxa-Quadreracles.
Particolare interesse per Ercole Quadrelli nutrì l'archeosofo Tommaso Palamidessi, che citò integralmente alcuni suoi brani nel proprio libro intitolato L'Alchimia come via allo Spirito (1949).

## Opere
Articoli sulla rivista UR (1927) a firma Abraxa:
- Conoscenza delle acque
- La triplice via
- Il Caduceo ermetico e lo specchio
- Istruzione per la «conoscenza del respiro»
- La preparazione seconda del Caduceo ermetico
- Operazioni magiche a due vasi - Lo sdoppiamento
- Magia dell'immagine

Articoli sulla rivista UR (1928) a firma Abraxa:
- Magia del rito
- Soluzioni di ritmo e di liberazione
- La magia della creazione
- La magia dei congiungimenti

Articoli sulla rivista KRUR (1929) a firma Abraxa:
- La Nube e la Pietra
- Le comunicazioni
- La magia della vittoria
- Conoscenza dell'azione sacrificale

Traduzioni principali
- Giamblico, Estratti dal "De Mysteriis" (a firma Tikaipos su UR, 1927)
- Pitagora, Gli Aurei Detti (a firma Tikaipos su UR, 1928)
- Gerard Dorn, Clavis Philosophiae Chemisticae (a firma Tikaipos su KRUR, 1929)

- Abelardo ed Eloisa, Lettere d'amore, prima traduzione italiana dal testo latino di Ercole Quadrelli, prefazione di Antonio Bruers, Roma, A.F. Formiggini, 1927.
- Johannes de Monte-Snyder, Commentario sul Farmaco Cattolico, traduzione italiana della Commentatio de Pharmaco Catholico (1665), Milano, Arché, 1974.
- Parafraste Ocella, Chimico Crivello, traduzione italiana integrale inedita ed annotata di Abraxa-Quadreracles (Ercole Quadrelli) della Chymica Vannus (1666), Milano, Edizioni Arché, 1982.